# Joseph Smit
Joseph Smit (Lisse, Holanda Meridional, 18 de julio de 1836–4 de noviembre de 1929) fue un ilustrador de zoología neerlandés.
Smit nació en Lisse. Recibió su primer encargo de Hermann Schlegel en el Leiden Museum para trabajar en la ilustración de un libro de pájaros de las islas neerlandesas orientales. En 1866 fue invitado al  Reino Unido por Philip Sclater para realizar litografías para el Exotic Ornithology de Sclater.  También realizó dibujos para el Zoological Sketches de Joseph Wolf, así como monografías sobre los Phasianidaes y Paradiseas de Daniel Giraud Elliot. Comenzando los 1870, trabajó en el Catalogue of the Birds in the British Museum (1874–1898, editado por Richard Bowdler Sharpe), y posteriormente realizó las Coloured Figures of the Birds of the British Islands de Lord Lilford.

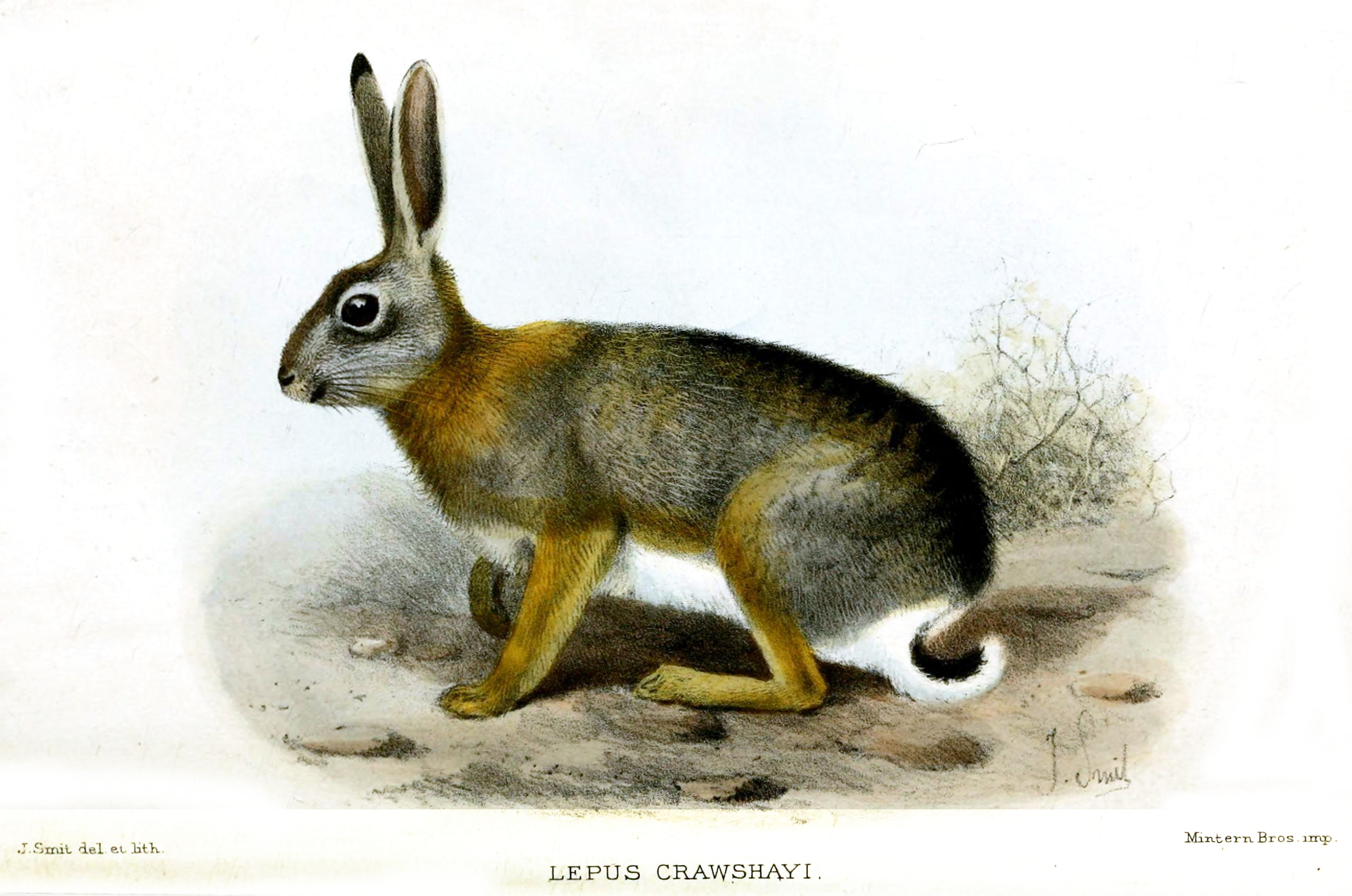
Una ilustración de un conejo realizada por Joseph Smit.

Su hijo Pierre Jacques Smit (1863–1960) también fue un ilustrador de zoología.[cita requerida]